# 灯台守

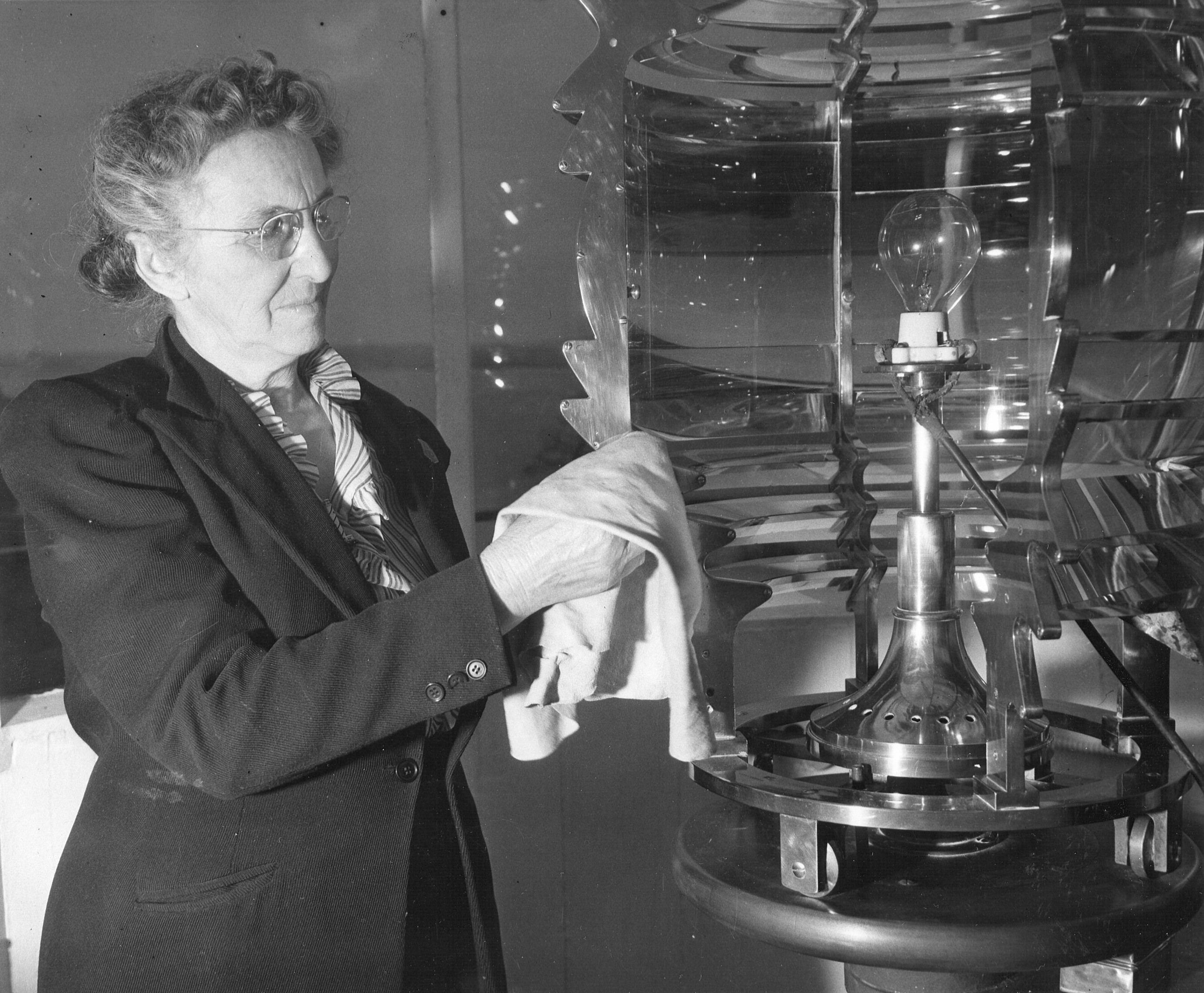
レンズを磨く灯台守

灯台守（とうだいもり）とは、有人灯台に滞在して灯台等を維持・管理する職、またはその職にある者のことである。灯台員（とうだいいん）ともいい、身分によっては灯台職員（とうだいしょくいん）ともいう。

## 概要
灯台守は、灯台が常に航路標識としての役割を果たせるように維持管理をするため、灯台に併設された家もしくは灯台の近くに建てられた家に滞在している。家には灯台守だけでなく家族も一緒に住んでいる場合もある。灯台守が公務員の場合、灯台と併設の家屋または灯台の近くに建てられている家屋は、たいてい官舎である。

## 日本の灯台守
日本において、国が管理してきた有人灯台はすべて公務員が直接に維持・管理を行ってきており、第二次世界大戦前は逓信省灯台局などが業務を所管していた。大戦中、連合国軍の攻撃によって殉職した灯台守もいる。
戦後の海上保安庁の創設により、灯台業務は海上保安庁に統合された。
長崎県五島市の男女群島の女島にある女島灯台が最後の有人灯台であったが、2006年（平成18年）12月5日に無人化され、国内の灯台守は消滅した。
灯台守とその妻と長年の生活について、映画「喜びも悲しみも幾歳月」で描かれている。

## 灯台守を題材とした作品

### 文学
- 「おさなき燈台守」：竹久夢二/著。
- 「灯台守の話」：ジャネット・ウィンターソン/著、岸本佐知子/訳。
- 「灯台守のバーディ」：デボラ・ホプキンソン/作、キンバリー・バルケン・ルート/絵、掛川恭子/訳。
- 「光はやみより～愛と希望の灯台守 タケオ・イワハシの伝記～」：手島悠介/作、藤本四郎/絵。
- 「おーい、こちら灯台」：ソフィー・ブラッコール/作。

### 音楽
- 「灯台守」：勝承夫作詞の学校唱歌。曲はイギリス民謡と言われていたが、「仰げば尊し」がアメリカの曲であることを発見した桜井雅人によって、この曲もアメリカの曲であったことが明らかにされた。NHKの音楽番組「みんなのうた」でも1980年12月・1981年1月に放送された。

### ドラマ・映画
- 「灯台守」：1916年制作のアメリカ合衆国の映画。ウォルター・エドワーズ監督。
- 「燈台守（フランス語版、英語版）」：1929年公開のフランスの映画。ジャン・グレミヨン監督。
- 「テンプルの燈台守」：1936年制作のアメリカ合衆国の映画。デイヴィッド・バトラー監督のドラマ。
- 「灯台守の恋」：2004年に上映されたフランスの映画。フィリップ・リオレ監督。
- 「ライトハウス」： 2019年のアメリカ合衆国のホラー映画。ロバート・エガース監督、ロバート・パティンソン主演。
- 「喜びも悲しみも幾歳月」：1957年に松竹が制作・公開した日本映画。木下惠介監督。

### アニメ
- 「ドナルドの灯台守」: 1946年制作
- 「灯台守」：1968年制作、イヴァン・レンチ監督。
- 「ムーミンパパの灯台守」